# Reciclatge de bateries

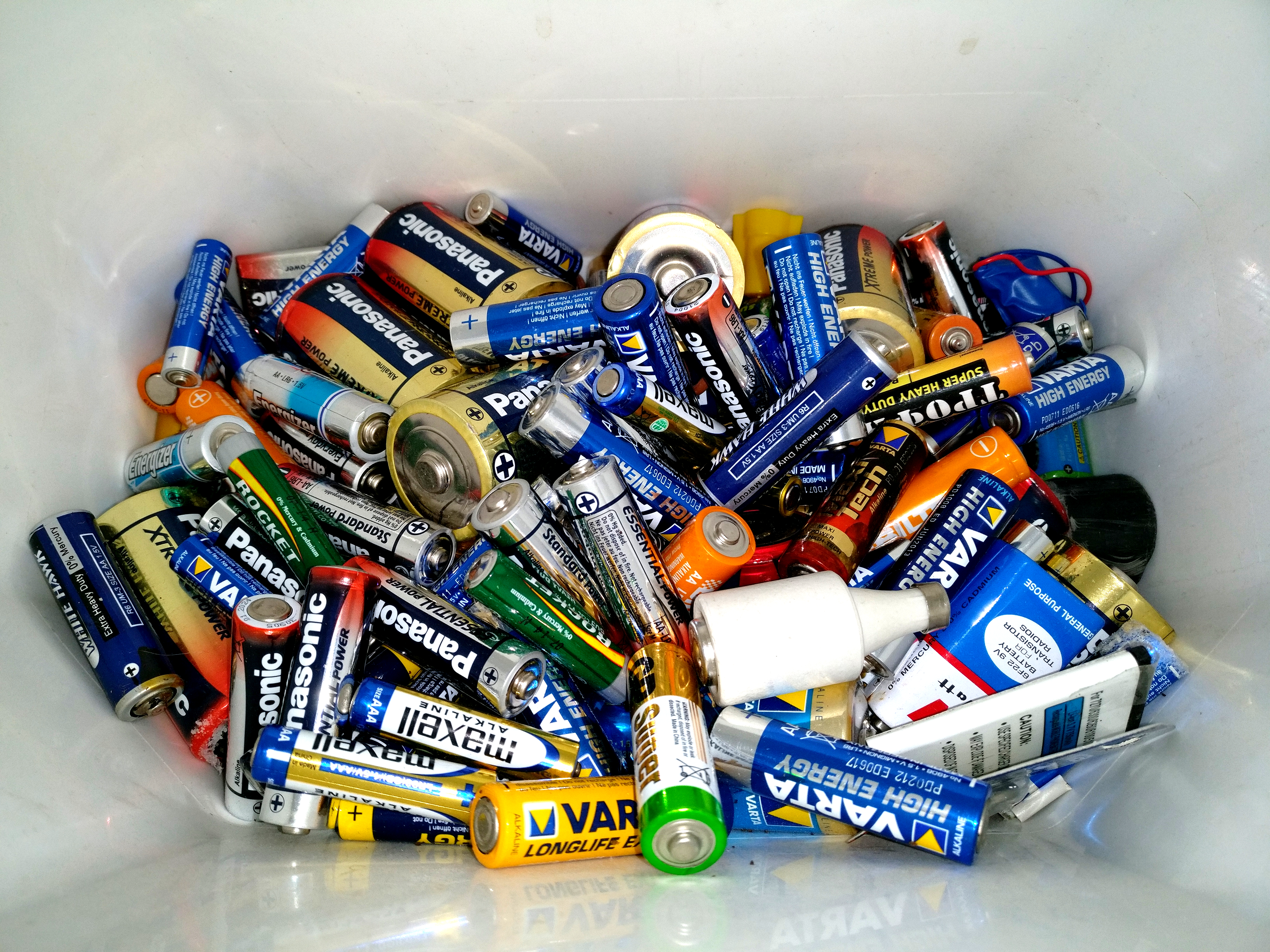
Reciclatge de bateries

El reciclatge de bateries és una activitat de reciclatge que té com a objectiu reduir el nombre de bateries que es dipositen com a residus sòlids urbans. Les bateries contenen diversos metalls pesants i productes químics tòxics, i la seva eliminació mitjançant el mateix procés que les deixalles domèstiques habituals ha generat preocupacions sobre la contaminació del sòl i la contaminació de l'aigua. Tot i que redueix la quantitat de contaminants que s'alliberen mitjançant l'eliminació mitjançant l'ús d'abocadors i la incineració, el reciclatge de bateries pot facilitar l'alliberament de materials nocius de les bateries tant al medi ambient com als treballadors que les reciclen.

Símbol de reciclatge de bateries de liti

## Reciclatge de bateries per tipus
La majoria de tipus de bateries es poden reciclar. Tanmateix, algunes bateries es reciclen més fàcilment que d'altres, com les bateries de plom-àcid per a automòbils (gairebé el 90% es reciclen) i les piles de botó (a causa del valor i la toxicitat dels seus productes químics). Les bateries recarregables de níquel-cadmi (NiCd), níquel-hidrur metàl·lic (NiMH), ions de liti (Li-ion) i níquel-zinc (NiZn) també es poden reciclar. Les piles alcalines d'un sol ús constitueixen la gran majoria de l'ús de bateries de consum, però actualment no hi ha cap opció de reciclatge de cost neutre. Les directrius d'eliminació per part dels consumidors varien segons la regió. Una avaluació del reciclatge de piles alcalines de consum a Europa va mostrar beneficis mediambientals, però amb una despesa significativa respecte a l'eliminació. Les bateries de zinc-carboni i de zinc-aire es reciclen en el mateix procés. Els consumidors de la UE van reciclar gairebé la meitat de les piles portàtils comprades el 2017.

### Bateries de plom-àcid

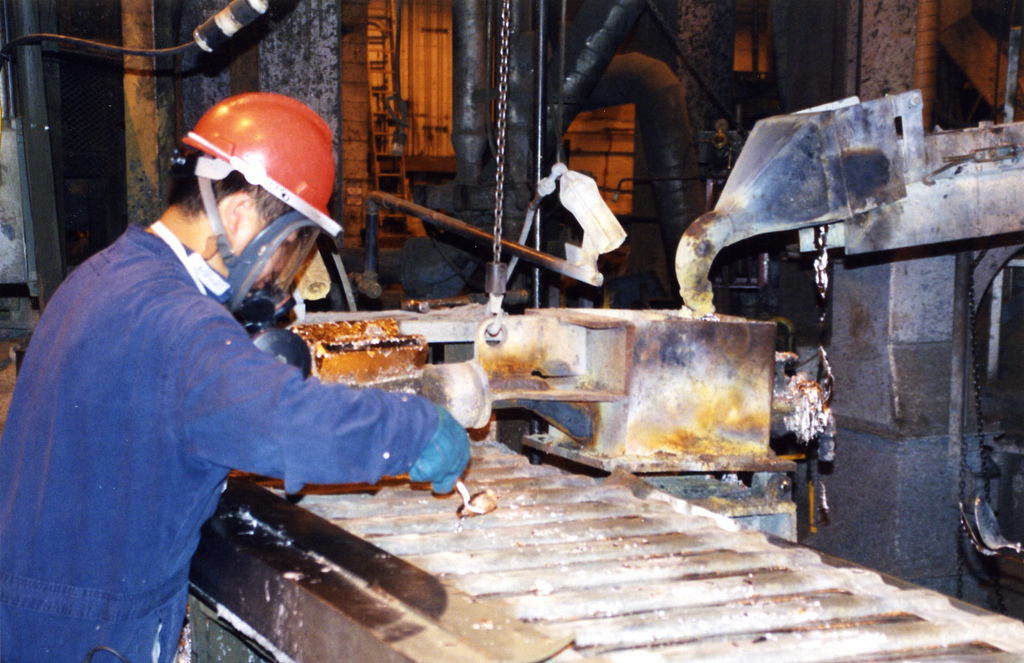
Reciclatge del plom de les piles.

Les bateries de plom-àcid inclouen, entre d'altres: bateries de cotxe, bateries de carrets de golf, bateries SAI, bateries de carretons elevadors industrials, bateries de motocicleta i bateries comercials. Poden ser bateries de plom-àcid normals, bateries de plom-àcid segellades, de tipus gel o de fibra de vidre absorbent. Es reciclen triturant-les, neutralitzant l'àcid i separant els polímers del plom. Els materials recuperats s'utilitzen en una varietat d'aplicacions, incloses les bateries noves.
El plom d'una bateria de plom-àcid es pot reciclar. El plom elemental és tòxic i, per tant, s'ha de mantenir fora del flux de residus.

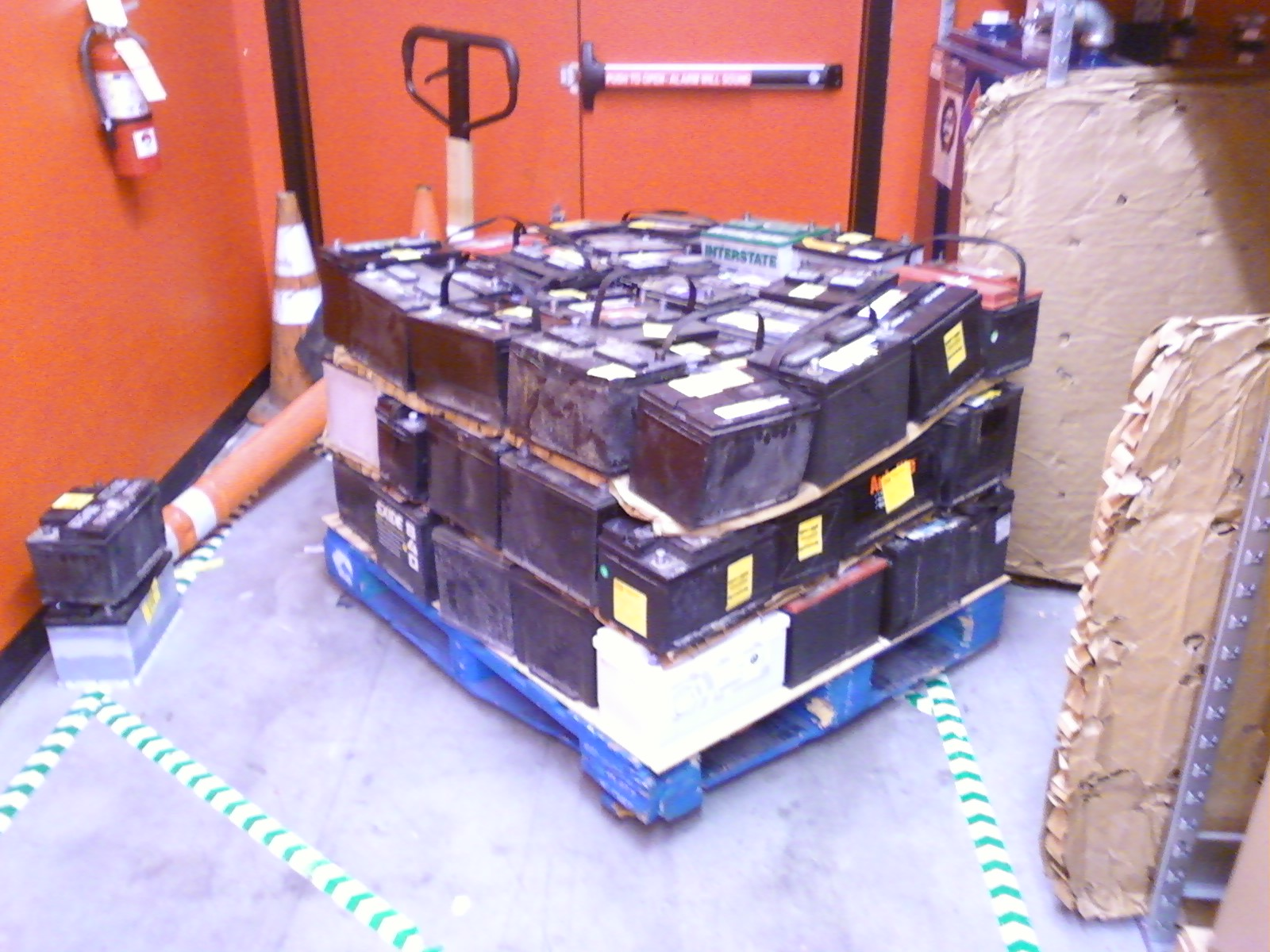
Bateries de plom-àcid recollides per un venedor de peces d'automòbils per al seu reciclatge.

### Bateries d'òxid de plata
Utilitzades amb més freqüència en rellotges, joguines i alguns dispositius mèdics, les piles d'òxid de plata contenen una petita quantitat de mercuri. La majoria de jurisdiccions regulen la seva manipulació i eliminació per reduir l'abocament de mercuri al medi ambient. Les piles d'òxid de plata es poden reciclar per recuperar el mercuri mitjançant l'ús de mètodes hidrometal·lúrgics i pirometal·lúrgics.

### Bateries de liti-ió
Segons un article del 2019, la majoria de les bateries de liti-ió (Li-ion) es reciclaven. Contenen liti i coure i alumini d'alta qualitat. Depenent del material actiu, també poden contenir cobalt i níquel. Molts productes utilitzen bateries de liti, des d'electrònica i eines elèctriques de mà fins a vehicles elèctrics (VE) i sistemes d'emmagatzematge d'energia elèctrica. Per evitar una futura escassetat de cobalt, níquel i liti i per permetre un cicle de vida sostenible d'aquestes tecnologies, calen processos de reciclatge de bateries de liti. Aquests processos han de recuperar no només cobalt, níquel, coure i alumini de les cel·les de bateria gastades, sinó també una part important del liti. Altres materials potencialment valuosos i recuperables són el grafit i el manganès. Els processos de reciclatge actuals recuperen aproximadament entre el 25% i el 96% dels materials d'una cel·la de bateria de liti-ió. Per aconseguir aquest objectiu, es combinen diversos passos en cadenes de processos complexes, alhora que es garanteix la seguretat.

### Composició de la bateria per tipus
La cursiva designa els tipus de piles de botó. En negreta es designen els tipus secundaris.Totes les xifres són percentatges; a causa de l'arrodoniment, és possible que la suma no sigui exactament 100.
| Type            | Fe   | Mn   | Ni  | Zn   | Hg  | Li | Ag | Cd |
| --------------- | ---- | ---- | --- | ---- | --- | -- | -- | -- |
| Alcalin         | 24.8 | 22.3 | 0.5 | 14.9 |     |    |    |    |
| Zinc–carbó      | 16.8 | 15   |     | 19.4 |     |    |    |    |
| Liti            | 50   | 19   | 1   |      |     | 2  |    |    |
| Òxid de mercuri | 37   | 1    | 1   | 14   | 31  |    |    |    |
| Zinc–aire       | 42   |      |     | 35   | 1   |    |    |    |
| Liti            | 60   | 18   | 1   |      |     | 3  |    |    |
| Alcalina        | 37   | 23   | 1   | 11   | 0.6 |    |    |    |
| Òxid de pata    | 42   | 2    | 2   | 9    | 0.4 |    | 31 |    |
| Niquel–cadmi    | 35   |      | 22  |      |     |    |    | 15 |
| NiMH            | 20   | 1    | 35  | 1    |     |    |    |    |
| Li-ió           | 22   |      |     |      |     | 3  |    |    |
| Àcid de plom    |      |      |     |      |     |    |    |    |

## Reciclatge de bateries per ubicació

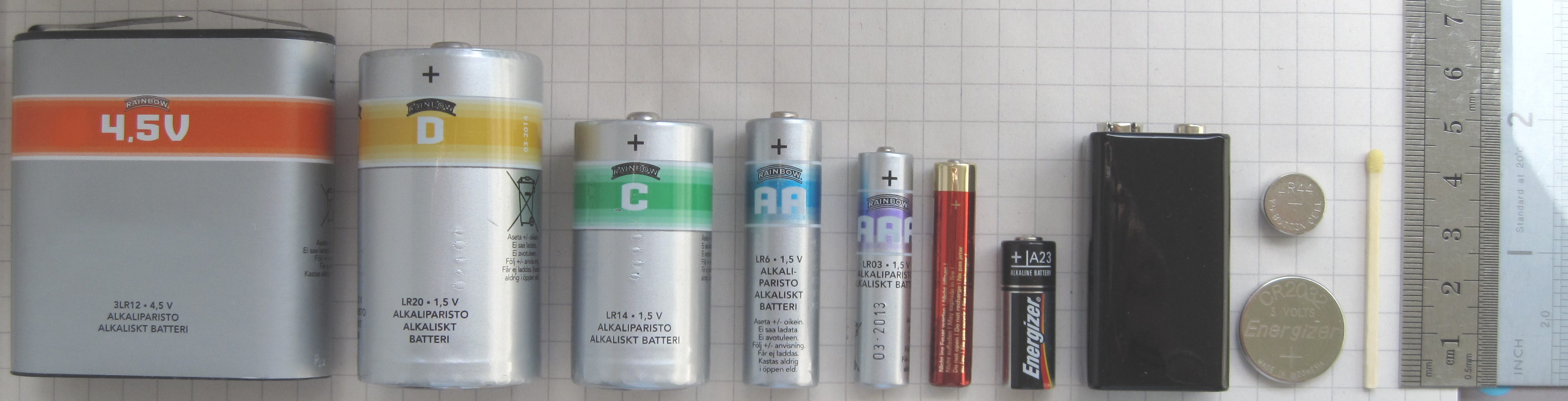
Les piles de 4,5 volts, D, C, AA, AAA, AAAA, A23, 9 volts, CR2032 i LR44 són reciclables a la majoria de països.

El reciclatge de bateries és una indústria internacional, amb molts països que exporten les seves bateries de plom-àcid usades o gastades a altres països per al seu reciclatge. En conseqüència, pot ser difícil obtenir anàlisis precises de la taxa exacta de reciclatge nacional de cada país.
A més, en molts països, el reciclatge de bateries de plom-àcid (principalment d'automòbils i motocicletes) es fa habitualment de manera informal per particulars o empreses informals, amb poc o cap registre formal ni una supervisió reguladora eficaç.

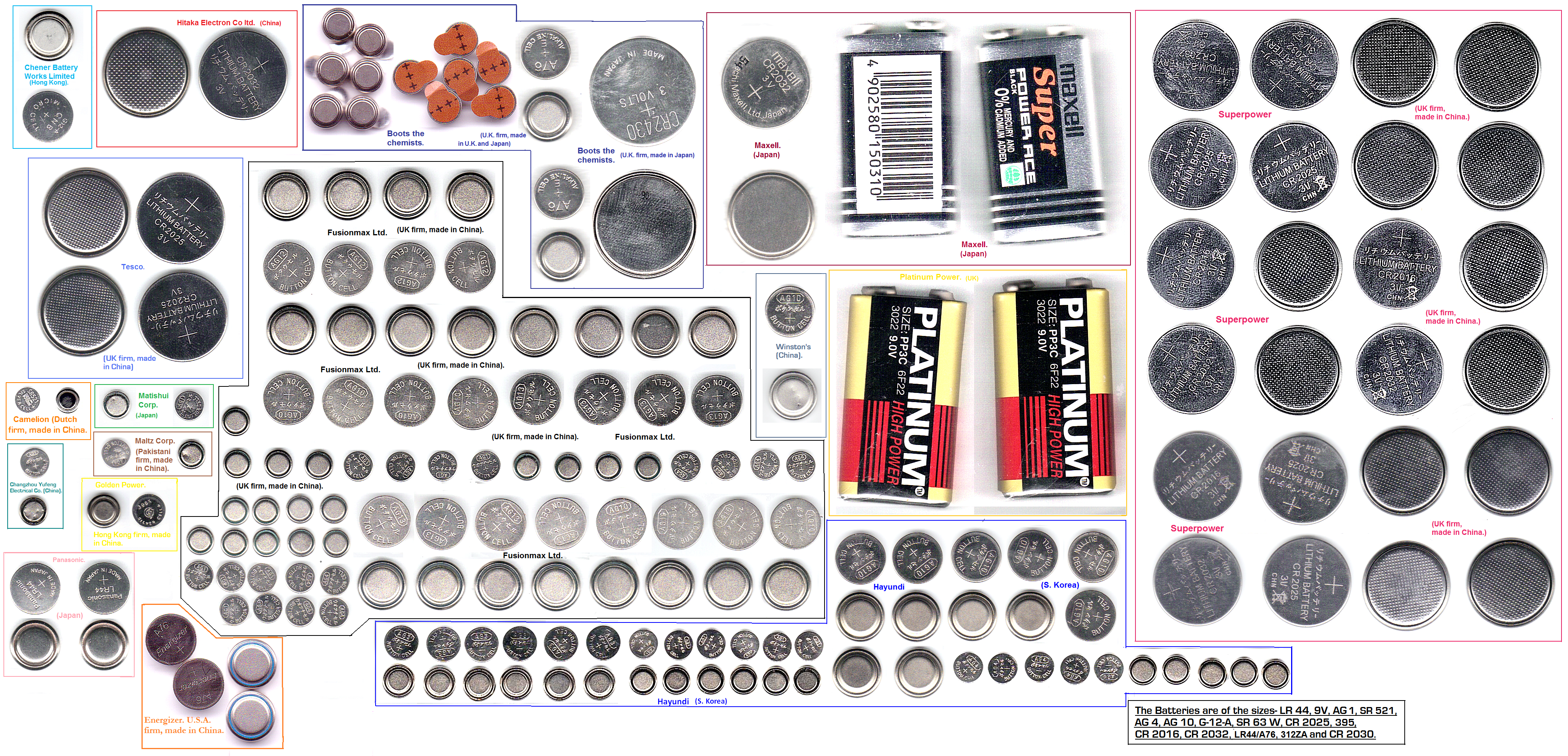
Piles de botó i de botó de diverses mides. Totes són reciclables al Regne Unit i Irlanda.

Les bateries de plom-àcid gastades generalment es designen com a "residus perillosos" i estan subjectes a les regulacions de seguretat, emmagatzematge, manipulació i transport pertinents, tot i que aquestes varien d'un país a un altre. Un acord internacional multilateral, el Conveni de Basilea, regula oficialment tots els moviments transfronterers de residus perillosos per a la seva recuperació o eliminació, entre els 172 països signataris. (Els EUA no en són part, però tenen acords alternatius amb l'Organització per a la Cooperació i el Desenvolupament Econòmics (OCDE), i amb el Canadà i amb Mèxic (on envia moltes bateries de plom-àcid per al seu reciclatge).
El reciclatge de bateries és una indústria internacional, amb molts països que exporten les seves bateries de plom-àcid usades o gastades a altres països per al seu reciclatge. En conseqüència, pot ser difícil obtenir anàlisis precises de la taxa exacta de reciclatge nacional de cada país.
A més, en molts països, el reciclatge de bateries de plom-àcid (principalment d'automòbils i motocicletes) es fa habitualment de manera informal per particulars o empreses informals, amb poc o cap registre formal ni una supervisió reguladora eficaç.
Les bateries de plom-àcid gastades generalment es designen com a "residus perillosos" i estan subjectes a les regulacions de seguretat, emmagatzematge, manipulació i transport pertinents, tot i que aquestes varien d'un país a un altre. Un acord internacional multilateral, el Conveni de Basilea, regula oficialment tots els moviments transfronterers de residus perillosos per a la seva recuperació o eliminació, entre els 172 països signataris. (Els EUA no en són part, però tenen acords alternatius amb l'Organització per a la Cooperació i el Desenvolupament Econòmics (OCDE), i amb el Canadà i amb Mèxic (on envia moltes bateries de plom-àcid per al seu reciclatge).